# Ericydnus
Ericydnus  (лат.) — род мелких паразитических хальцидоидных наездников из семейства Encyrtidae. Около 30 видов. Встречаются, главным образом, в Палеарктике (в Европе 13 видов, для СССР указывалось 17 видов). Также известны из Новой Зеландии, Индии, Китая, Северной Америки.

## Описание
Длина 1—2 мм. Тело тёмное, часто с металлическим блеском. Усики с 3-члениковой булавой и 6-члениковым жгутиком. Парапсидальные бороздки на щите среднегруди отсутствуют. Жгутик усиков самцов опушенный. Жвалы двузубчатые. Радиальная, маргинальная и постмаргинальная жилки переднего крыла длинные. Лапки 5-члениковые. Паразиты мучнистых червецов из семейства Pseudococcidae (Heliococcus bohemicus и других).
- Ericydnus aeneus Nikol'skaya, 1952
- Ericydnus apterogenes Mayr, 1876
- Ericydnus baleus (Walker, 1838)
- Ericydnus beybienkoae Sharkov, 1983
- Ericydnus bischoffi Trjapitzin, 1982
- Ericydnus caudatus Erdös, 1957
- Ericydnus danatensis Myartseva, 1980
- Ericydnus dzhanokmenae Sharkov, 1986
- Ericydnus elizabethae Trjapitzin, 1982
- Ericydnus heliococci Trjapitzin & Herthevtzian, 1972
- Ericydnus japonicus (Tachikawa, 1963)
- Ericydnus karakalensis  Myartseva, 1980
- Ericydnus lamasi  (Domenichini, 1951)
- Ericydnus longicornis  (Dalman, 1820)
- Ericydnus luka  Japoshvili, 2007
- Ericydnus metriocerus  Masi, 1921
- Ericydnus niger  Myartseva, 1980
- Ericydnus nino  Japoshvili, 2007
- Ericydnus peliococci  Myartseva & Kharchenko, 1988
- Ericydnus pilosulus  Graham, 1991
- Ericydnus robustior  Mercet, 1921
- Ericydnus samadae  Myartseva & Kharchenko, 1988
- Ericydnus scutellus  Xu, 2000
- Ericydnus sipylus  (Walker, 1837)
- Ericydnus strigosus (Nees, 1834)
- Ericydnus tamaricicola  Myartseva, 1980
- Ericydnus theron Trjapitzin, 1982
- Ericydnus turkmenicus  Myartseva, 1980
- Ericydnus ventralis  (Dalman, 1820)